# Žagarės dvaro parkas
Žagarės dvaro parkas este o arie protejată (sit de importanță comunitară — SCI) din Lituania întinsă pe o suprafață de 23,05 ha, integral pe uscat.

## Localizare
Centrul sitului Žagarės dvaro parkas este situat la coordonatele 56°21′34″N 23°15′50″E / 56.3595°N 23.264°E.

## Înființare
Situl Žagarės dvaro parkas a fost declarat sit de importanță comunitară în mai 2019 pentru a proteja 1 specie de animale.

## Biodiversitate
Situată în ecoregiunea boreală, aria protejată nu include niciun habitat protejat.
La baza desemnării sitului se află o specie protejată de  nevertebrate: Osmoderma eremita.